# Trường Chinh

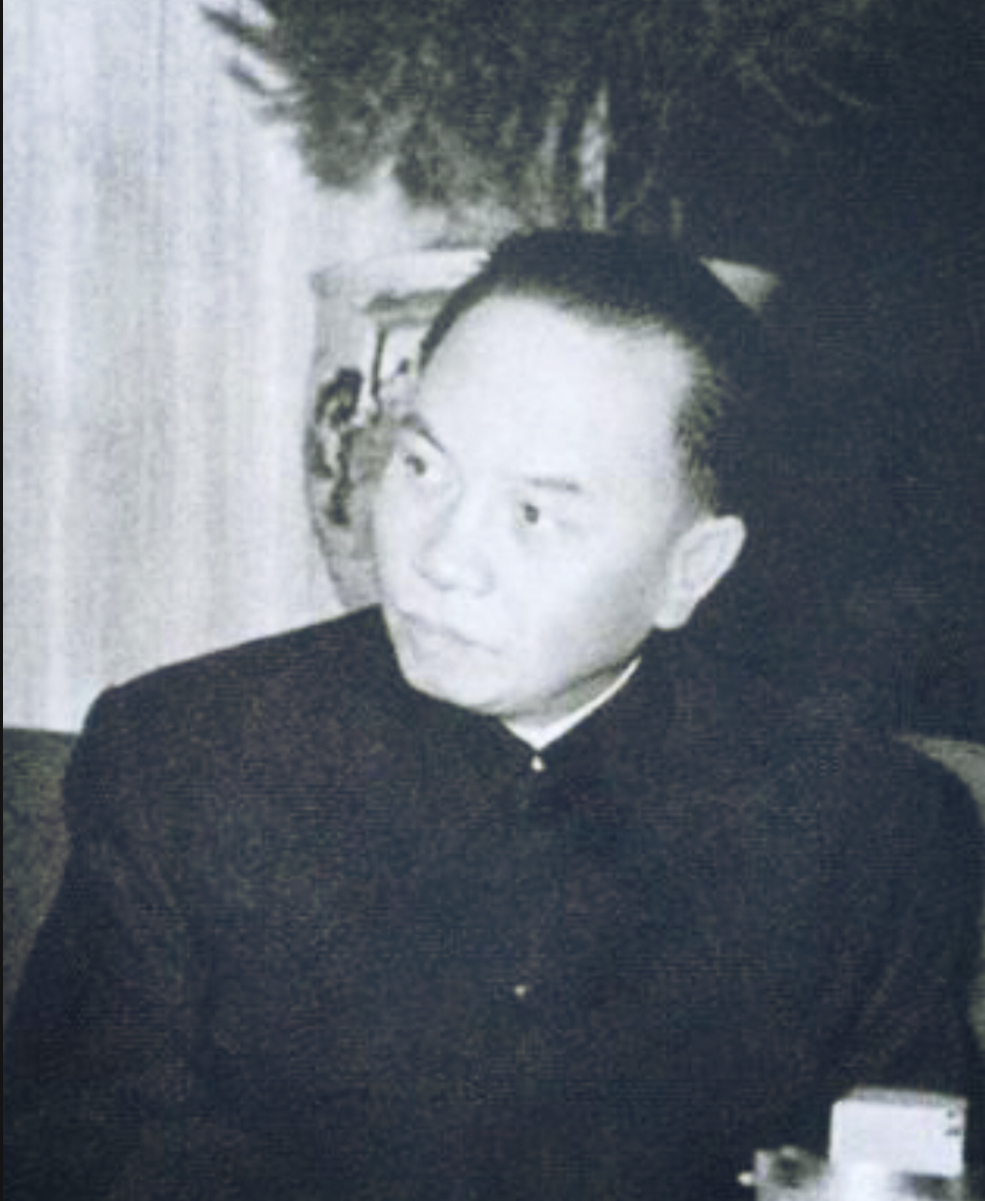
Trường Chinh (1955)

Trường Chinh/长征 (ursprünglicher Name Đặng Xuân Khu/鄧春區; * 9. Februar 1907; † 30. September 1988) war ein vietnamesischer Politiker und Theoretiker.

## Leben
Trường Chinh wurde 1941 Erster Sekretär der Kommunistischen Partei. Er gehörte als Leiter des Organs Wahrheit (Su That) zu den führenden Theoretikern der Partei. Ein Jahr nach der Augustrevolution formulierte er in seinem gleichnamigen Artikel das Ziel in Vietnam einen Arbeiter-und-Bauern-Staat nach sowjetischem Vorbild zu errichten.
Während der Revolutionszeit kam es zumeist durch Initiative lokaler Viet Minh-Komitees zu ausgedehnten Beschlagnahmungen. Ziel der Beschlagnahmungen waren größere, zumeist französische Unternehmungen, Plantagen sowie auch einheimische Landbesitzer. Die Regierung unterstützte diese Bestrebungen als Maßnahme gegen Profiteure des Kolonialstaats versuchte jedoch zumeist ökonomischer Praktikabilität vor sozialer Revolution den Vorzug zu geben und die Beschlagnahmungen einzudämmen. Die Regierung führte jedoch selbst planmäßig die Verstaatlichung von Infrastruktur- und Industriebetrieben durch mit dem Ziel ein sozialistisches Wirtschaftssystem zu schaffen.
Er folgte dem chinesischen Modell und führte in den frühen 1950er Jahren eine Landreform durch, die zu einer Hungersnot führte. Zunehmend von den prosowjetischen Führern isoliert, wurde er 1956 abgesetzt. In der Folge kehrte Trường Chinh langsam an die Macht zurück. Während des Vietnamkrieges erkannte er, der innerhalb der Partei am stärksten für eine militärische Zurückhaltung eintrat, dass die Kosten eines Krieges gegen Südvietnam und die Vereinigten Staaten zu hoch waren und die Partei daran hinderten, diese Mittel zur Vervollkommnung der Revolution in Nordvietnam einzusetzen.
Nach der Wiedervereinigung Vietnams (1976) gewann Trường Chinh 1981 und wurde Staatspräsident (Vorsitzender des Staatsrates). 1987 trat er aus Gesundheitsgründen und wegen eines anderen innerparteilichen Machtkampfes zurück. Nach dem Tod von Lê Duản im Juli 1986 wurde er zunächst Generalsekretär der Kommunistischen Partei. Auf einem Parteitag Ende 1986 gelang es ihm nicht, in dieser Funktion bestätigt zu werden, sodass er zurücktreten musste.